# San Donato (Genua)

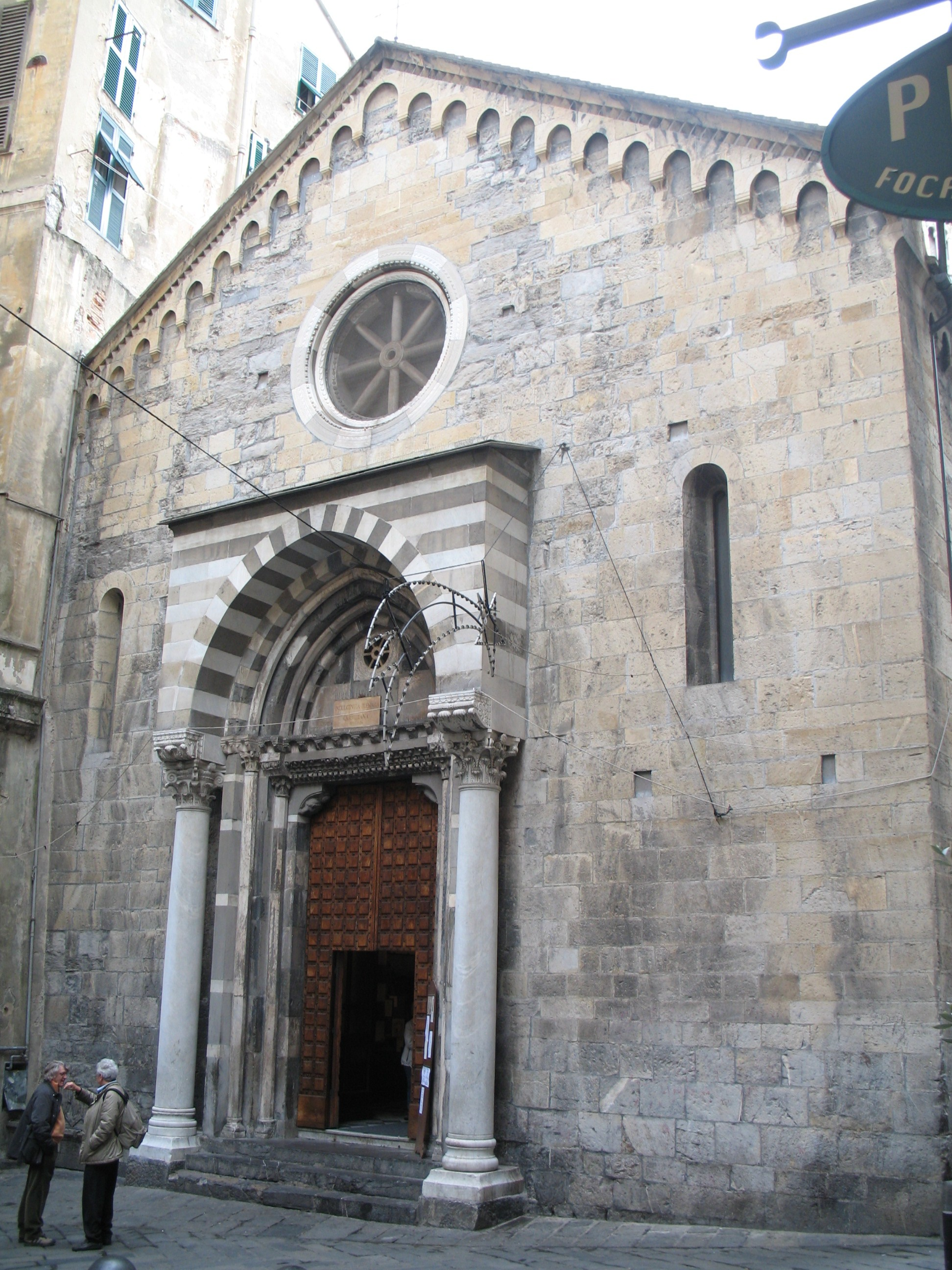
Fassade

San Donato ist eine Kirche im historischen Zentrum von Genua, auf dem gleichnamigen Platz im Viertel Molo. Die Pfarre ist Teil des Dekanats „Centro Est“ der Erzdiözese Genua.

## Geschichte

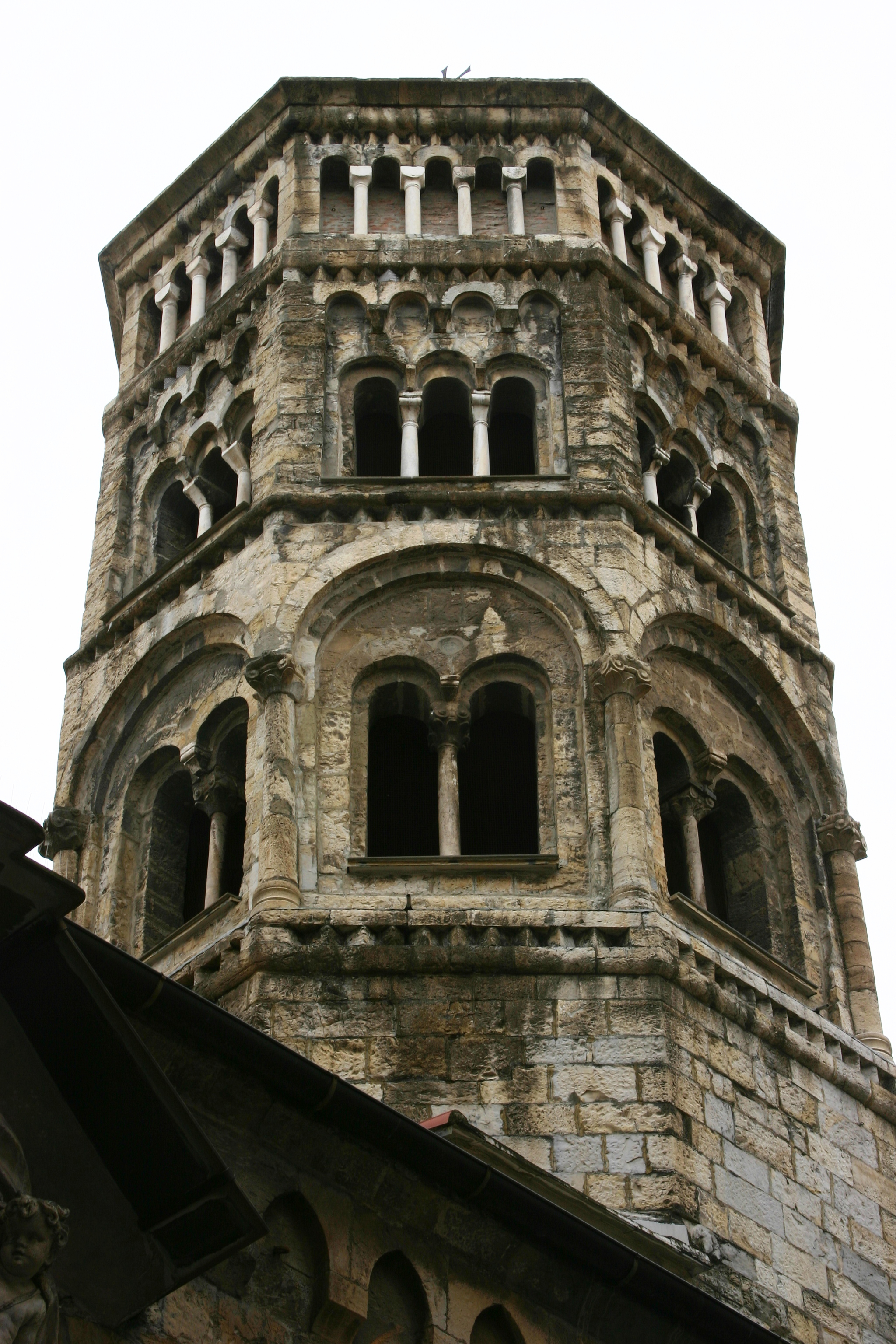
Campanile

Die ersten dokumentierten Zeugnisse der Kirche, die von Anfang an dem Märtyrerbischof Donatus von Arezzo geweiht ist, stammen aus dem 11. Jahrhundert, aber es wird angenommen, dass die ursprüngliche Kirche viel früher, wahrscheinlich im 7. Jahrhundert, gebaut wurde, obwohl von diesem ersten Gotteshaus nichts mehr erhalten ist.
Das heutige Gebäude, das zu Beginn des 12. Jahrhunderts erbaut und in der zweiten Hälfte des gleichen Jahrhunderts erweitert wurde, ist das bedeutendste Beispiel genuesischer romanischer Architektur. Es ist belegt, dass sie bereits 1160 Pfarrkirche und Sitz eines Kanonikerkollegiums war. Sie wurde 1189 von Erzbischof Bonifacio, der zuvor Propst in San Donato war, geweiht.
Die äußere Struktur der Kirche wurde im Laufe der Jahrhunderte nicht wesentlich verändert, obwohl einige Reparaturen nach den Schäden im Verlauf des Reunionskrieges von 1683 bis 1684 dazu führten, dass der ursprüngliche Bau, insbesondere die Apsis, teilweise verändert wurde. Gegen Mitte des 19. Jahrhunderts wurden einige Eingriffe von Michele Canzio durchgeführt, aber erst gegen Ende des Jahrhunderts wurde das Gebäude von Alfredo D’Andrade in zwei Phasen zwischen 1888 und 1895 systematisch restauriert. Der Architekt D’Andrade beschränkte sich nicht nur auf eine konservative Restaurierung, sondern nahm auch einige Änderungen vor (z. B. die Hinzufügung einer dritten Reihe von Fensterbögen am Nordturm). Am 4. Dezember 1892, am Ende der ersten Restaurierungsphase, wurde die Kirche von Erzbischof Tommaso Reggio erneut geweiht.
Das Dach des Hauptschiffes wurde mit freiliegenden Holzdachbindern wieder aufgebaut, nachdem das Mauerwerk aus dem 18. Jahrhundert während des Zweiten Weltkriegs durch die Bombenangriffe vom 22. Oktober, 6. November 1942 und 4. September 1944 zerstört worden war. Schäden an der Apsis wurden durch den Einsturz nahegelegener Gebäude, darunter das Oratorium des Todes und der Barmherzigkeit, das vollständig zerstört wurde, verursacht.
Die von 1946 bis 1951 durchgeführten Restaurierungsarbeiten stellten neben der Behebung der durch die Bombardierung verursachten Schäden auch den ursprünglichen romanischen Stil wieder her und beseitigten die im Laufe der Jahre entstandenen Überbauungen. Insbesondere die zerstörten Seitenapsiden, die auf die Umstrukturierung im 18. Jahrhundert zurückgehen, wurden mit Steinquadern, die während der Arbeiten gefunden wurden, auf den ursprünglichen Fundamenten des 12. Jahrhunderts wieder aufgebaut. Die einzige Innendekoration sind die Stuckarbeiten der korinthischen Kapitelle aus dem 19. Jahrhundert, die sich von den kubischen, typisch mittelalterlichen, im Bereich des Querschiffes unterscheiden.

### Oratorium des Todes und Barmherzigkeit
Neben der Apsis der Kirche, in der Vico Biscotti, stand das Oratorium des Todes und der Barmherzigkeit, Heimat der Erzbruderschaft des Todes, die durch Bombenangriffe im Zweiten Weltkrieg zerstört wurde. Nur eine große Tafel an der Wand des modernen Gebäudes, die an die Stelle des alten Oratoriums getreten ist, erinnert an diese alte Kultstätte, die 1637 nach einem Entwurf von Giovanni Battista Garrè erbaut und 1680 von Giovanni Andrea Carlone bemalt wurde. Wie alle Oratorien der Bruderschaften wurde es 1811 geschlossen, aber auf Wunsch von Kardinal Spina noch im selben Jahr wieder eröffnet.

## Beschreibung

### Außen
Die Fassade besteht aus lokalem Kalkstein mit einem Gewände in schwarz-weiß und einem wiederverwendeten römischen Architrav. Sie ist das typische Modell der romanischen Kirche von Genua, allerdings schon aus der Bauzeit nicht mehr rein romanisch, im Unterschied zu den Fenstern und Portalen und den Schallöffnungen des Turms sind die Friese an Dachtraufen und Giebelkannten schon spitzbogig. Die heutige einfache, strenge Gestalt erhielt sie teilweise durch die in kreativer Weise ein mittelalterliches Bild anstrebenden Restaurierungsarbeiten von Alfredo d’Andrade aus dem 19. Jahrhundert und neuere Arbeiten aus dem Jahr 1925. Verputze aus dem 16. Jahrhundert wurden entfernt. Die zentrale Rosette, die beiden rundbogigen Monoforien und der schwarz-weiß gebänderte, in den Formen gotischer Portiken wurden hinzugefügt.
Auf der rechten Seite der Kirche, wo die Straße des Heiligen Augustinus beginnt, befindet sich eine große barocke Ädikula aus dem 18. Jahrhundert mit einer Statue der Madonna mit Kind, ein Werk von Giovanni Domenico Casella namens Scorticone (1595–1648), und der Darstellung des Heiligen Geistes in Form einer Taube.

#### Campanile
Von besonderem Interesse ist der achteckige Glockenturm mit Tiburium  (ein Turm der, eher nordalpinen denn italienischen Mustern entsprechend, in die Struktur des Hauptgebäudes integriert und das einzige Beispiel dieser Art in Genua), der mit Sägezahnfriesen und einer dreifachen Anordnung von Biforien und Triforien verziert ist, von denen die dritte bei der Restaurierung von Alfredo d’Andrade Ende des 19. Jahrhunderts hinzugefügt wurde.

### Innen
Das Innere besteht aus einer dreischiffigen Basilika mit jeweils einer eigenen Apsis, die durch zwölf Säulen unterteilt ist, deren Typ die verschiedenen Bauabschnitte widerspiegelt. Die sechs wiederverwendeten römischen Granitsäulen gehen auf den ersten Bau zurück, während sie Ende des 12. Jahrhunderts mit weißen und schwarzen Säulen mit romanischen Kapitellen erweitert wurden. Darüber befinden sich Biforien einer Scheinempore, mit zwei Säulen und verschieden verzierten Kapitellen. Auch die Säulen, die das Tiburium tragen, gehen auf das erste Gebäude zurück.

#### Kapelle des Heiligen Josef
Das linke Seitenschiff führt zur Seitenkapelle, einst das dem heiligen Josef geweihte Oratorium der Tischler, das im 19. Jahrhundert durch den Durchbruch einer Tür in die Kirche integriert wurde. Im 17. Jahrhundert erbaut wurde sie im nachfolgenden Jahrhundert verändert.

### Kunstwerke

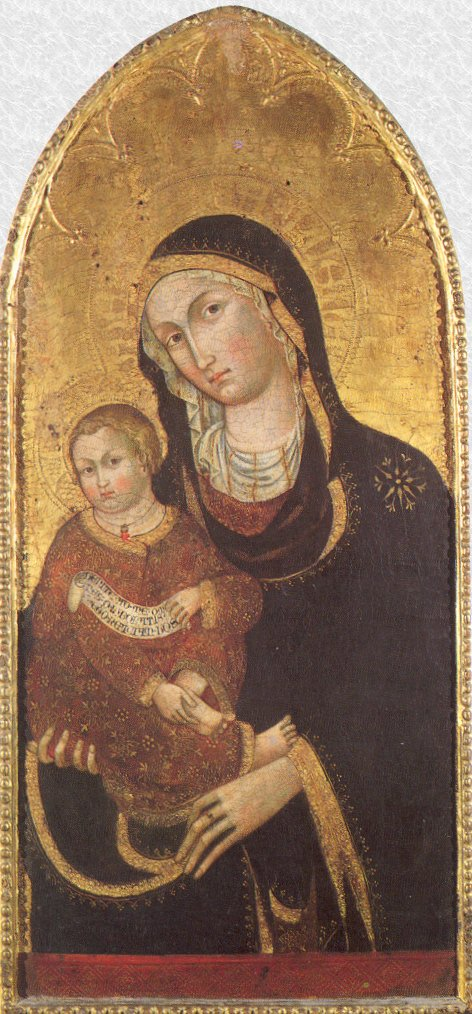
Tafel der Madonna mit Kind von Nicolò da Voltri

#### Triptychon der Anbetung der Könige
Seit 1996 beherbergt die Kapelle des Heiligen Joseph das bedeutendste Kunstwerk der Kirche, das Triptychon mit Türen des flämischen Künstlers Joos van Cleve (1515), das die Anbetung der Heiligen Drei Könige (in der Mitte), den Auftraggeber Stefano Raggi mit seinem Schutzheiligen (linke Tür), die Magdalena (rechte Tür) und die Kreuzigung (im oberen Kymation) darstellt.
Das Triptychon, das aus dem nahegelegenen und Ende des 18. Jahrhunderts abgerissenen Oratorium der Heiligen Drei Könige stammte, wurde im Oktober 1974 gestohlen. Drei Monate später ohne Rahmen wiederentdeckt, der von Florentiner Meistern wieder hergestellt wurde. Nach seiner Entdeckung wurde es in der Nationalgalerie des Palazzo Spinola ausgestellt, bis es 1996 nach der Restaurierung der Kapelle gesichert untergebracht werden konnte.

#### Weitere Kunstwerke
- Zu den anderen wertvollen Werken in der Kirche gehören die Madonna mit dem Kind, ein Gemälde aus dem 14. Jahrhundert von Nicolò da Voltri, eines der besten Werke dieses Künstlers[3][9], und eine Madonna del Latte von Barnaba da Modena, auch aus dem 14. Jahrhundert.[1][2]
- Auf dem Altar der Kapelle des Heiligen Josef eine von der Zimmermannsbruderschaft in Auftrag gegebene Heilige Familie aus dem 17. Jahrhundert von Domenico Piola. Auch dieses Bild wurde 1974 gestohlen und einige Monate später gefunden.[1][3]
- Taufe Jesu, Marmorrelief mit Statuen, begonnen von Ignazio Peschiera (1777–1839) und von seinem Schüler Carlo Rubatto (1810–1891) fertiggestellt.[2]
- Kruzifix aus dem 17. Jahrhundert mit der Jungfrau, dem Ewigen Vater und den Heiligen Donato und Stefanus Das Gemälde wurde der Schule von Giovanni Andrea Ansaldo (1584–1638) zugeschrieben.[2]
- Fürbittenmadonna, Gemälde von Jean François de Troy (1710), restauriert 1999 von der Provinzverwaltung Genua.[2]
- Statue der Madonna mit Kind, genannt Muttergottes des dritten Zeitalters, die Giovanni Domenico Casella zugeschrieben wird, aus der Kirche Santa Croce in Sarzano, die zu Beginn des 19. Jahrhunderts aufgehoben wurde.[1][2]
- Prozessionsstatue aus Holz, die die Madonna del Carmine (1790) darstellt.[1]
- Im zweiten und dritten Bogen der rechten Kolonnade befinden sich Spuren von zwei Fresken aus dem 13. Jahrhundert, welche die Jungfrau auf dem Thron mit Heiligen und der Kreuzigung darstellen.[3]

## Galerie

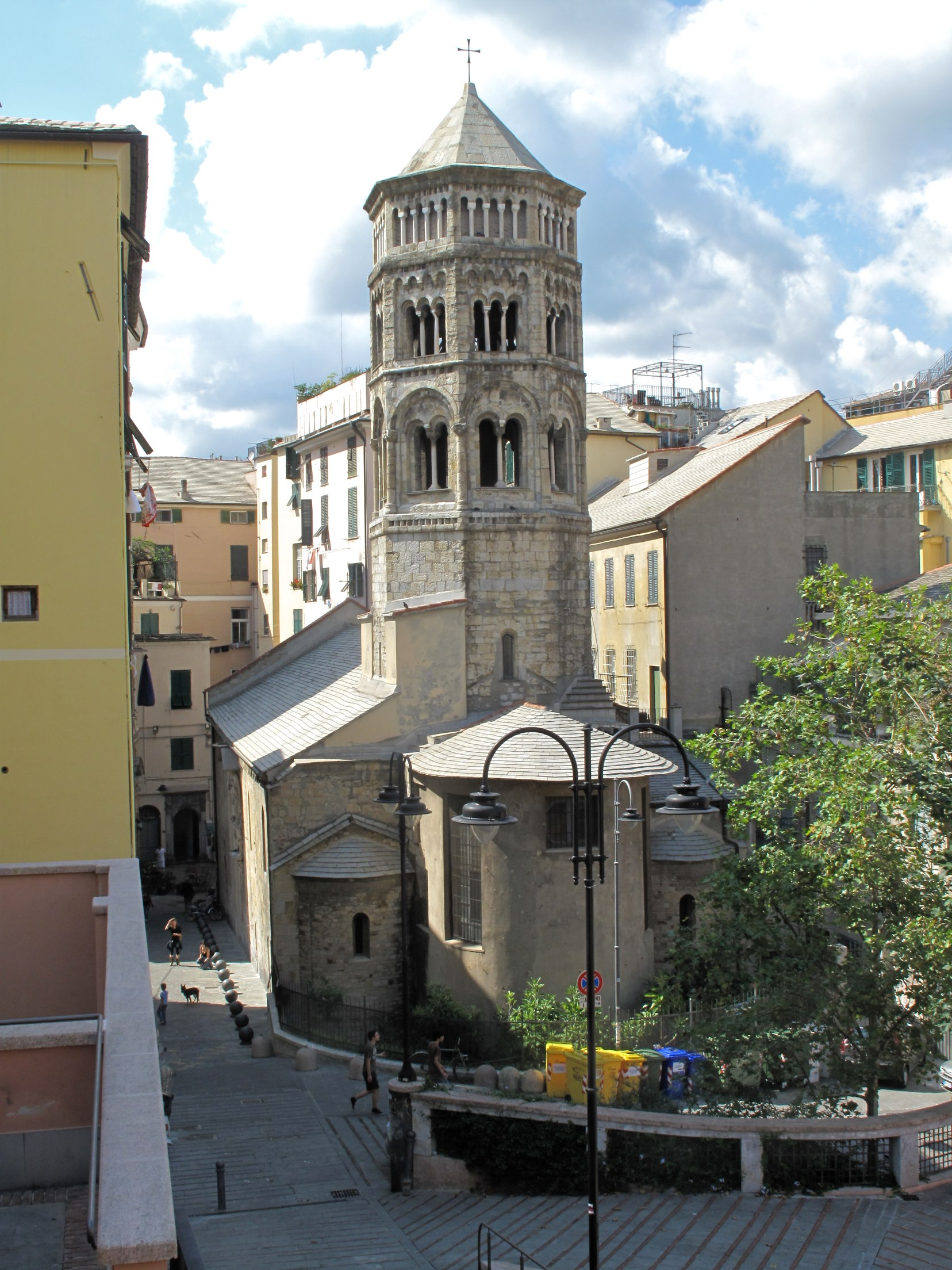
Apsis und Campanile
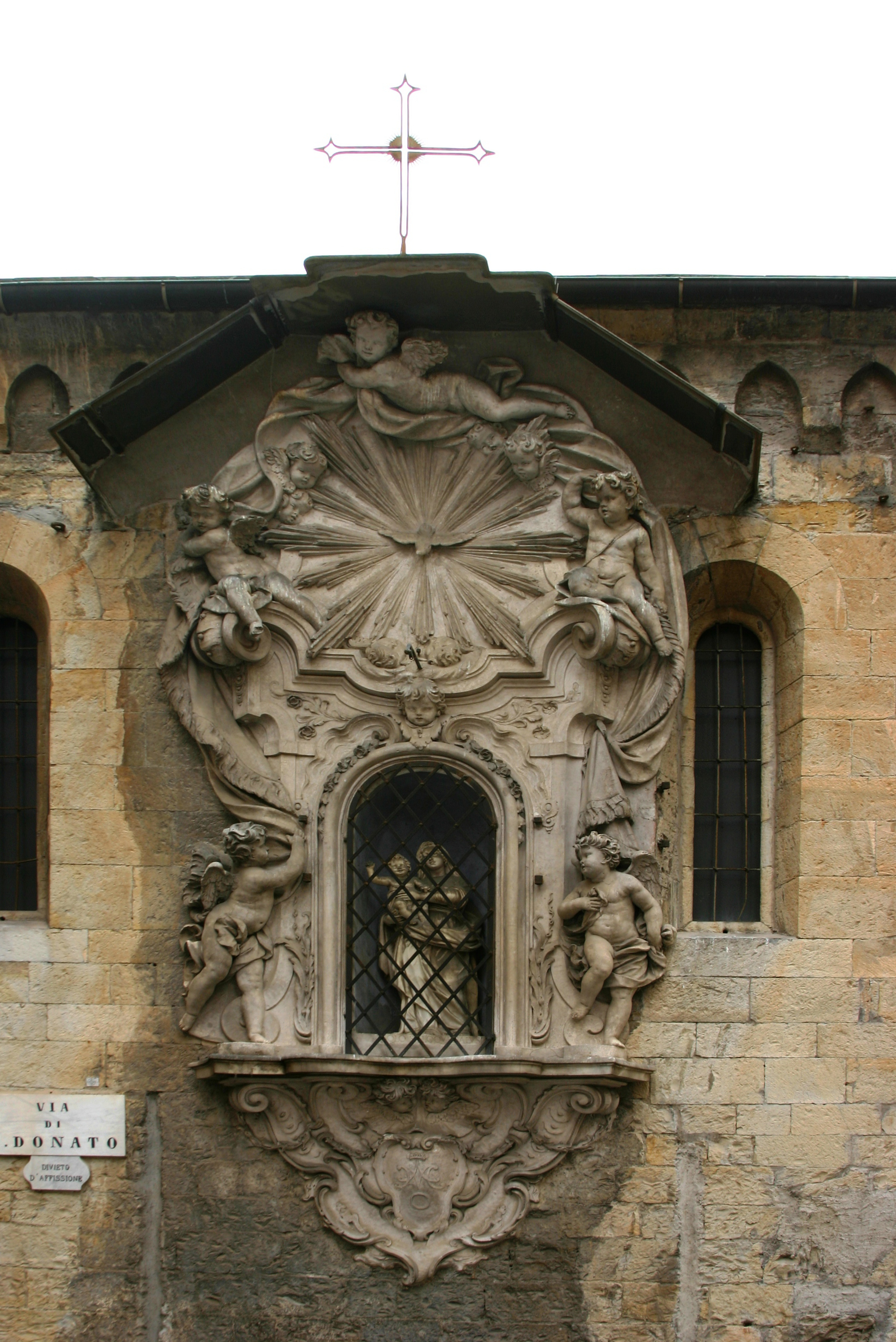
Ädikula an der Außenseite
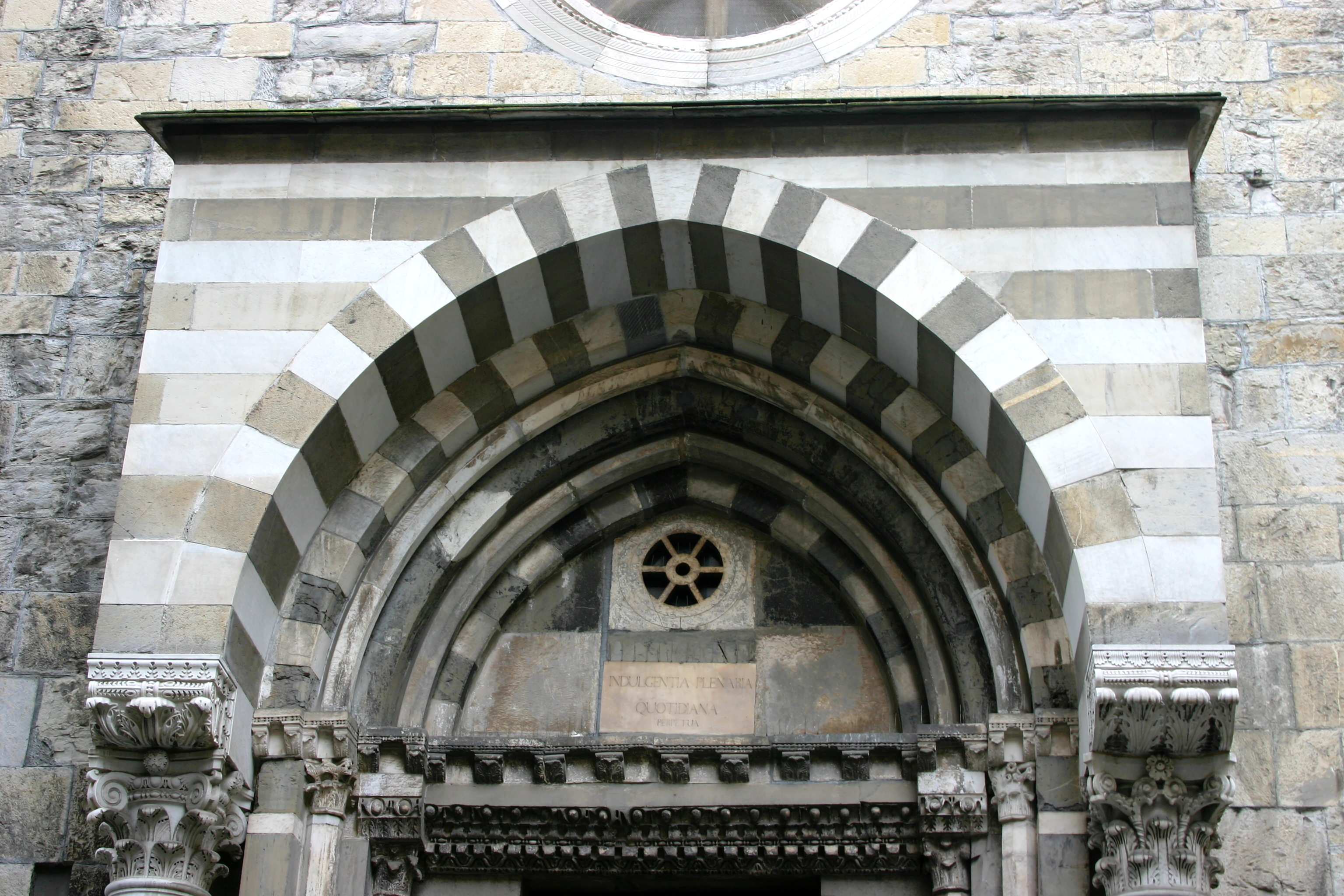
Portal
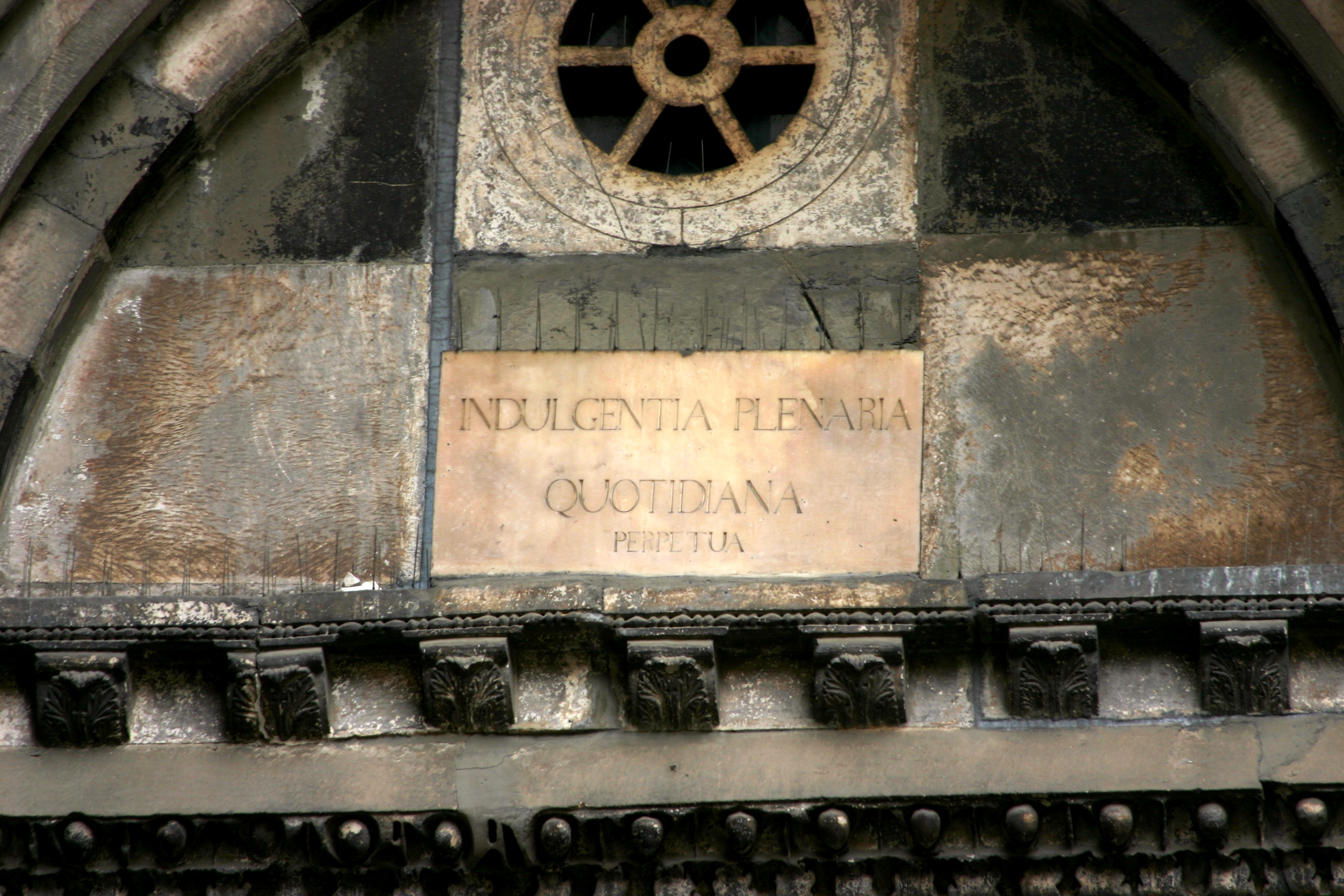
Inschrift über dem Portal: Indulgentia Plenaria